# Alectorolophus obscoenus
Alectorolophus obscoenus är en insektsart som beskrevs av Brunner von Wattenwyl 1898. Alectorolophus obscoenus ingår i släktet Alectorolophus och familjen gräshoppor. Inga underarter finns listade i Catalogue of Life.